# Maria Carolina di Borbone-Due Sicilie (contessa Zamoyska)
Maria Carolina Giuseppina Ferdinanda delle Due Sicilie (nome completo: Maria Carolina Giuseppina Ferdinanda di Borbone, principessa delle Due Sicilie,; Napoli, 21 febbraio 1856 – Varsavia, 7 aprile 1941) è stata un membro del casato dei Borbone ed una principessa di Borbone delle Due Sicilie per nascita, poi membro della nobile famiglia dei Zamoyski: contessa Zamoyska in seguito al matrimonio con il nobile polacco, conte Andrzej Zamoyski.

## Famiglia
Maria Carolina era la quartogenita e terza figlia maggiore del principe Francesco delle Due Sicilie, conte di Trapani e di sua moglie l'arciduchessa Maria Isabella d'Austria, principessa di Toscana.

## Matrimonio e figli
Maria Carolina sposò il conte Andrzej Przemysław Zamoyski, figlio del conte Stanisław Kostka Andrzej Zamoyski e di sua moglie Rosa Maria Eva Potocka, il 19 novembre 1885 a Parigi. Maria Carolina e Andrzej ebbero sette figli:
- Contessa Marie Josepha Zamoyska (23 maggio 1887–17 febbraio 1961)[1]
- Conte Franz Joseph Zamoyski (1888–1948)[1]
- Conte Stanislaus Zamoyski (1889–1913)[1]
- Contessa Marie Isabelle Zamoyska (1891–1957)[1]
- Contessa Marie Therese Zamoyska (1894–1953)[1]
- Contessa Marie Karoline Zamoyska (22 settembre 1896–9 maggio 1968);[1] sposò suo cugino il Principe Ranieri, Duca di Castro
- Conte Jan de Kanty Zamoyski (17 agosto 1900–28 settembre 1961)[1] sposò Isabella Alfonsa delle Due Sicilie, Infanta di Spagna

## Ascendenza
|                                       |                           |                                      | Genitori                            |  |  | Nonni |  |  | Bisnonni                       |  |  | Trisnonni           |  |
|                                       |                           |                                      |                                     |  |  |       |  |  | Ferdinando I delle Due Sicilie |  |  | Carlo III di Spagna |  |
|                                       |                           |                                      |                                     |  |  |       |  |  | Ferdinando I delle Due Sicilie |  |  | Carlo III di Spagna |  |
|                                       |                           | Maria Amalia di Sassonia             |                                     |  |  |       |  |  | Ferdinando I delle Due Sicilie |  |  |                     |  |
| Francesco I delle Due Sicilie         |                           |                                      |                                     |  |  |       |  |  | Ferdinando I delle Due Sicilie |  |  |                     |  |
|                                       |                           | Maria Carolina d'Asburgo-Lorena      | Francesco I di Lorena               |  |  |       |  |  |                                |  |  |                     |  |
|                                       |                           | Maria Carolina d'Asburgo-Lorena      | Francesco I di Lorena               |  |  |       |  |  |                                |  |  |                     |  |
|                                       |                           | Maria Carolina d'Asburgo-Lorena      | Maria Teresa d'Austria              |  |  |       |  |  |                                |  |  |                     |  |
| Francesco di Borbone-Due Sicilie      |                           | Maria Carolina d'Asburgo-Lorena      |                                     |  |  |       |  |  |                                |  |  |                     |  |
|                                       |                           | Carlo IV di Spagna                   | Carlo III di Spagna                 |  |  |       |  |  |                                |  |  |                     |  |
|                                       |                           | Carlo IV di Spagna                   | Carlo III di Spagna                 |  |  |       |  |  |                                |  |  |                     |  |
|                                       |                           | Carlo IV di Spagna                   | Maria Amalia di Sassonia            |  |  |       |  |  |                                |  |  |                     |  |
| Maria Isabella di Borbone-Spagna      |                           | Carlo IV di Spagna                   |                                     |  |  |       |  |  |                                |  |  |                     |  |
|                                       |                           | Maria Luisa di Borbone-Parma         | Filippo I di Parma                  |  |  |       |  |  |                                |  |  |                     |  |
|                                       |                           | Maria Luisa di Borbone-Parma         | Filippo I di Parma                  |  |  |       |  |  |                                |  |  |                     |  |
|                                       |                           | Maria Luisa di Borbone-Parma         | Luisa Elisabetta di Borbone-Francia |  |  |       |  |  |                                |  |  |                     |  |
| Maria Carolina di Borbone-Due Sicilie |                           | Maria Luisa di Borbone-Parma         |                                     |  |  |       |  |  |                                |  |  |                     |  |
|                                       | Ferdinando III di Toscana | Leopoldo II d'Asburgo-Lorena         |                                     |  |  |       |  |  |                                |  |  |                     |  |
|                                       | Ferdinando III di Toscana | Leopoldo II d'Asburgo-Lorena         |                                     |  |  |       |  |  |                                |  |  |                     |  |
|                                       | Ferdinando III di Toscana | Maria Luisa di Borbone-Napoli        |                                     |  |  |       |  |  |                                |  |  |                     |  |
| Leopoldo II di Toscana                | Ferdinando III di Toscana |                                      |                                     |  |  |       |  |  |                                |  |  |                     |  |
|                                       |                           | Luisa Maria Amalia di Borbone-Napoli | Ferdinando I delle Due Sicilie      |  |  |       |  |  |                                |  |  |                     |  |
|                                       |                           | Luisa Maria Amalia di Borbone-Napoli | Ferdinando I delle Due Sicilie      |  |  |       |  |  |                                |  |  |                     |  |
|                                       |                           | Luisa Maria Amalia di Borbone-Napoli | Maria Carolina d'Asburgo-Lorena     |  |  |       |  |  |                                |  |  |                     |  |
| Maria Isabella d'Asburgo-Lorena       |                           | Luisa Maria Amalia di Borbone-Napoli |                                     |  |  |       |  |  |                                |  |  |                     |  |
|                                       |                           | Francesco I delle Due Sicilie        | Ferdinando I delle Due Sicilie      |  |  |       |  |  |                                |  |  |                     |  |
|                                       |                           | Francesco I delle Due Sicilie        | Ferdinando I delle Due Sicilie      |  |  |       |  |  |                                |  |  |                     |  |
|                                       |                           | Francesco I delle Due Sicilie        | Maria Carolina d'Asburgo-Lorena     |  |  |       |  |  |                                |  |  |                     |  |
| Maria Antonia di Borbone-Due Sicilie  |                           | Francesco I delle Due Sicilie        |                                     |  |  |       |  |  |                                |  |  |                     |  |
|                                       |                           | Maria Isabella di Borbone-Spagna     | Carlo IV di Spagna                  |  |  |       |  |  |                                |  |  |                     |  |
|                                       |                           | Maria Isabella di Borbone-Spagna     | Carlo IV di Spagna                  |  |  |       |  |  |                                |  |  |                     |  |
|                                       |                           | Maria Isabella di Borbone-Spagna     | Maria Luisa di Borbone-Parma        |  |  |       |  |  |                                |  |  |                     |  |
|                                       |                           | Maria Isabella di Borbone-Spagna     |                                     |  |  |       |  |  |                                |  |  |                     |  |

## Titoli, trattamento, onorificenze e stemma
- 21 febbraio 1856 – 19 novembre 1885: Sua altezza reale principessa Maria Carolina delle Due Sicilie.
- 19 novembre 1885 – 7 aprile 1941: Sua altezza reale contessa Maria Carolina Zamoyska, principessa di Borbone-Due Sicilie.